# Comuna Stara Gradiška, Slavonski Brod-Posavina
Stara Gradiška este o comună în cantonul Slavonski Brod-Posavina, Croația, având o populație de 1.363 de locuitori (2011).

## Demografie
Componența etnică a comunei Stara Gradiška
     Croați (83,2%)
     Sârbi (14,45%)
     Necunoscut (0,29%)
     Neclasificat (1,83%)
Componența confesională a comunei Stara Gradiška
     Catolici (79,82%)
     Ortodocși (16,43%)
     Musulmani (1,76%)
     Necunoscută (1,03%)
     Alte religii (0,95%)
Conform recensământului din 2011, comuna Stara Gradiška avea 1.363 de locuitori. Din punct de vedere etnic, majoritatea locuitorilor (83,2%) erau croați, cu o minoritate de sârbi (14,45%). Apartenența etnică nu este cunoscută în cazul a 0,29% din locuitori. Din punct de vedere confesional, majoritatea locuitorilor (79,82%) erau catolici, existând și minorități de ortodocși (16,43%) și musulmani (1,76%). Pentru 1,03% din locuitori nu este cunoscută apartenența confesională.